# Милсап, Ронни
Ронни Ли Милсап (англ.  Ronnie Lee Milsap , род. 16 января 1943 года) — американский кантри-певец и пианист, один из самых популярных и влиятельных исполнителей 1970-80-х годов. Милсап стал первым успешным слепым певцом, а также одним из самых успешных и разносторонним представителем кантри-кроссовера своего времени, завоевавшим симпатии как слушателей кантри, так и поп-музыки благодаря использованию элементов ритм-н-блюза и рок-н-ролла.
Наиболее успешными кроссоверами Ронни Милсапа были It Was Almost Like a Song, Smoky Mountain Rain, (There's) No Gettin' Over Me, I Wouldn't Have Missed It for the World, Any Day Now и Stranger in My House. Милсапу присуждено шесть наград «Грэмми», сорок раз его песни становились номером один — достижение, ставящее его на третье место после Джорджа Стрейта и Конвея Твитти.

## Карьера

### Ранние годы (1963-1971)
Робби Милсап родился 16 января 1943 года в Роббинсвилле, штат Северная Каролина. От рождения он был почти полностью слепым. Мать оставили его в раннем возрасте, и воспитанием мальчика до пяти лет занимались бабушка и дед. Затем он поступил в школу для слепых в Роли, столице штата. Он окончательно ослеп, и оба глаза были удалены. В детстве Милсап интересовался музыкой, слушал вечерние радиопередачи, в которых звучали христианская музыка, кантри, ритм-н-блюз. На своих концертах он часто отдавал дань уважения тем людям, которые вдохновили его на творчество: Рэю Чарльзу, Литлу Ричарду, Джерри Ли Льюису и Элвису Пресли.
В семилетнем возрасте у Милсапа был замечен музыкальный талант. Вскоре он приступил к обучению музыке и овладел несколькими инструментами, и особенно хорошо фортепиано. В следующие годы он обнаружил страсть к рок-н-роллу и вместе с одноклассниками организовал музыкальную группу The Apparitions. Милсап получил право обучаться в колледже Янг-Харриса, штат Джорджия, но не окончил его, решив посвятить себя карьере музыканта. В начале 1960-х он по результатам прослушивания поступил в профессиональную музыкальную группу Дж. Дж. Кейла.
Первый сингл, Total Disaster, Милсап выпустил в 1963 году. Композиция снискала популярность на местном уровне в окрестностях Атланты. В 1965 году Милсап подписал контракт с ньюйоркским лейблом Scepter Records и записал восемь не имевших популярности синглов. Также он краткое время сотрудничал с исполнителями стиля соул: Рэем Чарльзом, Стиви Уандером и Джеймсом Брауном. В том же 1965 году исполненная Милсапом композиция Never Had It So Good, написанная Николасом Эшфордом и Валери Симпсон, попала в Top 20, добравшись до 19 строчки R&B-чарта. В этот период это был единственный успешный сингл Милсапа, выпущенный под лейблом Scepter. Другая композиция Эшфорда и Симпсон, Let's Go Get Stoned, удостоилась только стороны «Б». Всего несколько месяцев спустя этот сингл в исполнении Рэя Чарльза разошёлся миллионными тиражами. Примерно в это же время на праздничном обеде Милсап познакомился с Джойс Ривз, и в этом же, 1965 году, пара заключила брак.
Несколько лет спустя, после переезда в Мемфис, штат Теннесси, Милсап работал с продюсером Крисом Моманом и еженедельно выступал в популярном клубе T.J.'s. Милсаф работал в качестве сессионного музыканта во множестве проектов, включая запись двух песен для Элвиса Пресли: Don't Cry Daddy в 1969 и Kentucky Rain в 1970. В том же году сингл Милсапа Loving You Is a Natural Thing попал в поп-чарты, но высоких мест не занимал. В 1971 году на Warner Brothers вышел дебютный альбом Ронни Милсапа. R&B-записи этого времени настолько незначительны, что даже преданные фанаты музыканта о них не слышали.

### Прорыв (1973-1975)
В декабре 1972 года Милсап переехал в Нашвилл, штат Теннесси, после случайной встречи с звездой кантри Чарли Прайдом. Прайд оказался среди слушателей Милсапа в ночном клубе Whiskey A-Go-Go и был впечатлён вокальными данным Милсапа, посоветовав ему сменить стиль и попробовать себя в кантри. В 1973 году Милсап в сотрудничестве с Джеком Д. Джонсоном, менеджером Прайда, заключил контракт с RCA Records. В том же году вышел его первый сингл на новом лейбле: I Hate You, который немедленно завоевал популярность, добравшись до 10 строки кантри-чарта. В 1974 году Милсап отправился с Прайдом в концертный тур, выступая у него на разогреве с двумя синглами, побывавшими на первой строке чарта: Pure Love (автор Эдди Рэббитт) и Please Don't Tell Me How the Story Ends (автор Крис Кристофферсон). За последний Милсап получил свою первую премию «Грэмми». В 1975 году Милсап записал песню Дона Гибсона (I'd Be) A Legend in My Time и вновь покорил первую строку чарта с композицией Daydreams About Night Things.

### "It Was Almost Like A Song" (1976-1978)
C 1976 по 1978 Милсап приобрёл славу одного из величайших кантри-исполнителей. Семь раз подряд его песни попадали на первую строку чарта, включая завоевавшие «Грэмми» синглы (I'm a) Stand By My Woman Man и What a Difference You've Made in My Life. Самой примечательной в этой серии оказалась фортепианная композиция It Was Almost Like a Song (1977), демонстрировавшая богатый диапазон голоса Милсапа и ставшая его самым популярным синглом 1970-х. Помимо первой строки чарта «Hot Country Songs» журнала Billboard, эта песня стала вторым после Please Don't Tell Me How the Story Ends попаданием в общий чарт Billboard Hot 100 но на этот раз Милсапу покорилась не только 95-я, но и 16-я позиция. Песня также вошла в Adult Contemporary Chart, остановившись на седьмом месте. Но несмотря на эти достижения, песня осталась единственным кроссовером Милсапа 1970-х годов. Остаток десятилетия хиты Милсапа в стиле кантри продолжали входить в чарты.

### Успех кроссоверов (1979-1992)
Музыка Милсапа стала смещаться в сторону струнного попа и рок-н-ролла в конце 1970-х, что привело к появлению в поп-чартах начала 1980-х нескольких удачных кроссоверов. В 1979 Милсап записал синглы, попавшие на первую строчку, в Top 5 и Top 10. С 1980 по 1983 он выпустил одиннадцать песен, ставших номером один в чарте. В 1980 вышел альбом лучших хитов, в который был включён сингл Smoky Mountain Rain, который занял первую строку в кантри-чарте, вошёл в Top 40 поп-чарта и стал первым из двух, попавших на первую строку «Adult Contemporary chart».
Другими успешными кроссоверами были (There's) No Gettin' Over Me (Top 5 поп-чарта), I Wouldn't Have Missed It For the World и Any Day Now (обе вошли в Top 20). Последний сингл продержался на первой строчке «Adult Contemporary chart» в течение пяти недель. Успехом среди приверженцев поп-музыки пользовалась и песня He Got You. В кантри-чарте эти композиции побывали на первой строке. Что интересно, на Филиппинах наибольшей популярностью пользовалась кантри-баллада Is It Over с альбома 1983 года Keyed Up, которая никогда не выпускался в США в виде сингла.
Хотя бессменное пребывание песен Милсапа на первой строке чарта закончилось в 1983 году, последней в ней стала песня Stranger in My House, продолжавшая удерживать высокие позиции: пятое место в кантри, 23 место в поп-чарте и восьмое место в «Adult Contemporary chart». Через несколько месяцев вышел сингл Don't You Know How Much I Love You. Он стал последним заметным появлением Милсапа в поп-чарте, добравшись до 58 строки. Но в «Adult Contemporary chart» песня снова заняла высокую позицию вместе с другими синглами 1985 года: Show Her, Still Losing You и получившая премию «Грэмми» Lost in the Fifties Tonight (последний успешный кроссовер).
Альбомы Ронни Милсапа 1980-х годов, как и у других исполнителей его эпохи: Линды Ронстадт, Глена Кэмпбелла, Марти Роббинса, Ларри Гатлина и Рэя Чарльза — часто содержали песни различных стилей, демонстрирующие большую разносторонность таланта певца. В своей автобиографии 1990 года Милсап поясняет: «Я певец, а не вокальный «стилист». У меня правильное дыхание и чёткое произношение. Поэтому я могу исполнить любую композицию. Но есть такие «стилисты», чья техника настолько неразвита, что они могут петь только собственные песни своим особым способом. Их могут помнить дольше, чем меня. Но я, скорее всего, буду петь дольше, чем они. Я могу спеть так, как требует время и мода».
Между 1985 и 1987 годами Милсап несколько раз становился автором непрерывны серий синглов на первой строке кантри-чарта, наиболее высокую популярность завоевав с песнями She Keeps the Home Fires Burning, In Love, Snap Your Fingers, Where Do the Nights Go, а также выиграв «Грэмми» в дуэте c Кенни Роджерсом исполнив Make No Mistake, She's Mine.
В 1989 Милсап последний раз попал на первую строку с песней A Woman in Love, хотя продолжал выпускать хиты, занимавшие другие места. Между 1989 и 1991 годами в Top 20 попали синглы Houston Solution, Stranger Things Have Happened, Turn That Radio On, и Are You Loving Me Like I'm loving You. При участии писателя Тома Картера в 1990 году Милсап выпустил автобиографию Almost like a Song.
В 1992 году музыкант в последний раз выпускает успешный сингл, All Is Fair in Love and War. Партию гитары на записи исполнит Марк Нопфлер. Композиция до 11 строки. Однако популярность Милсапа пошла на убыль, а первенство в кантри перешло к молодым исполнителям, решившим вернуться к более традиционному звучанию.

### 1993 — настоящее время
Милсап остался одним из любимейших публикой кантри-исполнителей, несмотря на отсутствие в радиоэфире его песен последние десять лет. В 1993 году он ушёл от RCA в Liberty и выпустил альбом True Believer, который не смог получить заметного времени в ротации, хотя заглавная песня вышла на 30 место в кантри-чарте. В 2000 году Милсап снова напомнил о себе, выпустив сборник на двух компакт-дисках 40 No. 1 Hits, среди песен которого был новый сингл "Time, Love, and Money". Альбом получил золотой статус, хотя в чарты не пробился.
В течение 2004 года Милсап с продюсером Джерри Ф. Шареллом записал первый с 1970 года альбом не в стиле кантри, Just for a Thrill. В него вошли американские поп- и джаз-стандарты. Альбом был номинирован на «Грэмми». В 2006 году Милсап снова подписал контракт с RCA и вернулся в мейнстрим, выпустив альбом My Life в стиле современной кантри-музыки. Первым синглом в нём шёл "Local Girls", достигший в чарте 54 места.
В 2009 Милсап выпустил на двух компакт-дисках сборник христианской музыки Then Sings My Soul, состоящий из 24 композиций, включая "Up To Zion". Это произведение было написано им совместно с Грегори Джеймсом Торнквистом и Норин Крейтон. Оно вышло на первую строку чарта. 12 мая 2010 года Милсап принял участие в Gaither Video Taping.
Биография Милсапа стала темой передачи телесети A&E Networks в 2000 году. он также появлялся в нескольких программах CMT включая 40 Greatest Men of Country Music и эпизод Crossroads c рок-группой Los Lonely Boys (2005).
В возрасте 68 лет, в июле 2011 года, Милсап выпустил новый студийный альбом Country Again. Он ознаменовал возвращение в более традиционному кантри-звуку. Первый сингл, If You Don't Want Me To — повторение песни Милсапа 1980 года.
Концерты Милсапа остаются одними из самых популярных в кантри. Он регулярно совершает туры по стране.
2 мая 2013 года Милсап выступил на похоронах легенды кантри-музыки Джорджа Джонса, исполнив классическую песню When the Grass Grows Over Me. Прямую трансляцию с похорон вели CMT, GAC, RFD-TV, The Nashville Network и Family Net, а также несколько местных станций Нашвилла. SiriusXM и WSM 650AM, станция Grand Ole Opry, вели радиотрансляцию.
27 декабря 2013 года было объявлено, что 28 января 2014 года выйдет новый альбом Ронни Милсапа Summer Number Seventeen. В него войдут новый записи классики поп-музыка, ритм-н-блюза и кантри, а также другие песни поколения Милсапа.

### Протесты против Capitol Records
В 2009 году Милсап записал новую песню My First Ride с участием Трейса Эдкинса. 70 процентов доходов от неё должны были поступить в пользу пожарных и полицейских США и Канады. Как утверждается, после релиза компания Capitol Records без объяснений отказалась продвигать песню. 24 сентября 2009 года Милсап и группа пожарных Теннесси и сочувствующих организовала пикет офиса звукозаписывающей компании, обвиняя в отказе размещать песню на радио и в iTunes в течение четырёх недель после выпуска. Милсап возглавил группу из 50 человек на парадной лестнице, а затем исполнил новую песню, стоя на крыше старинного пожарного автомобиля. Демонстрация носила мирный характер, и после выступления охрана здания попросила собравшихся разойтись.
Ронни Милсап сказал следующее: «Мы пришли, чтобы привлечь внимание к этому достойному делу... Какой лейбл не хотел бы участвовать в сборе средств для столь необходимого фонда, который поможет нуждающимся пожарным и полицейским?»

### Радиолюбитель
Ронни Милсап является радиолюбителем и имеет позывной WB4KCG (Ронни часто подписывается WB4 “Kind Country Gentleman”). В многих радиолюбительских группах о нём отзываются как об интересном собеседнике.

## Дискография
В дискографию Ронни милсапа входят 26 альбомов и 62 сингла.

## Награды и премии
Academy of Country Music
- 1982 Top Male Vocalist
- 1985 Song of the Year - "Lost in the Fifties Tonight"
- 1988 Instrumentalist of the Year, Keyboards
- 2002 Pioneer Award

Billboard magazine
- 1980 No. 1 Country Song of the Year - "My Heart"
- 1985 No. 1 Country Song of the Year - "Lost in the Fifties Tonight"

Country Music Association
- 1974 Male Vocalist of the Year
- 1975 Album of the Year - "A Legend in My Time"
- 1976 Male Vocalist of the Year
- 1977 Album of the Year - "Ronnie Milsap Live"
- 1977 Entertainer of the Year
- 1977 Male Vocalist of the Year
- 1978 Album of the Year - "It Was Almost Like a Song"
- 1986 Album of the Year - "Lost in the Fifties Tonight

«Грэмми»
- 1975 Best Male Country Vocal Performance - "Please Don't Tell Me How The Story Ends"
- 1977 Best Male Country Vocal Performance - "(I'm a) Stand By My Woman Man"
- 1982 Best Male Country Vocal Performance - "(There's) No Gettin' Over Me"
- 1986 Best Male Country Vocal Performance - "Lost in the Fifties Tonight"
- 1987 Best Male Country Vocal Performance - "Lost in the Fifties Tonight"
- 1988 Best Country Collaboration with Vocals - "Make No Mistake, She's Mine" (w/ Kenny Rogers)

Music City News Country
- 1975 Most Promising Male Artist

Miscellaneous achievements
- 40 No. 1 hits, 35 of which reached the top spot on the Billboard chart; the remaining 5 topped other trade charts including Cashbox
- Over 35 million albums sold
- Inducted into the Grand Ole Opry in 1976
- Inducted into the North Carolina Music Hall of Fame in 2002[5]
- Awarded the Career Achievement Award by Country Radio Seminar in 2006
- Awarded the 2007 Rocketown Legend Award